# Camille Chen
Camille Chen (* 1. September 1979 in Taipeh) ist eine taiwanische Schauspielerin, die in den USA lebt und arbeitet.

## Werdegang
Camille Chen wurde in der taiwanischen Hauptstadt Taipeh geboren und ist seit 1998 als Schauspielerin aktiv. Ihr gesamtes Schaffen umfasst überwiegend amerikanische Film- und Fernsehproduktionen. 1999 lieh sie für einige Episoden der englischsprachigen Version von Eden’s Bowy der Figur der Elisiss ihre Stimme.
Neben kleinen Rollen in Kurz- und Spielfilmen, tritt sie überwiegend in Gastrollen im US-Fernsehen auf, darunter Without a Trace – Spurlos verschwunden, Ghost Whisperer – Stimmen aus dem Jenseits, Numbers – Die Logik des Verbrechens, Private Practice, Grey’s Anatomy, CSI: Vegas, Criminal Intent – Verbrechen im Visier, Royal Pains, Parenthood, American Horror Story, Grimm, Castle, 2 Broke Girls, Bones – Die Knochenjägerin, Lucifer oder Criminal Minds.
Von 2006 bis 2007 wirkte sie in der ersten und einzigen Staffel von Studio 60 on the Sunset Strip mit.

## Filmografie (Auswahl)
- 1999: Eden’s Bowy (Fernsehserie, Stimme)
- 2000: Miss Undercover
- 2002: The New Guy
- 2002: Triple Threat (Kurzfilm)
- 2003: Sexless
- 2003: Mission 3D (Spy Kids 3-D: Game Over)
- 2004: Elegy (Kurzfilm)
- 2005: Passages (Kurzfilm)
- 2005: Barbershop (Fernsehserie, 2 Episoden)
- 2005: Without a Trace – Spurlos verschwunden (Without a Trace, Fernsehserie, Episode 4x09)
- 2006: Spilled (Kurzfilm)
- 2006–2007: Studio 60 on the Sunset Strip (Fernsehserie, 15 Episoden)
- 2007: Ghost Whisperer – Stimmen aus dem Jenseits (Ghost Whisperer, Fernsehserie, Episode 3x02)
- 2009: Numbers – Die Logik des Verbrechens (Numb3rs, Fernsehserie, Episode 5x13)
- 2009: Law & Order (Fernsehserie, Episode 20x02)
- 2009: Adult Film: A Hollywood Tale
- 2010: Private Practice (Fernsehserie, Episode 3x20)
- 2010: Grey’s Anatomy (Fernsehserie, Episode 7x02)
- 2011: Californication (Fernsehserie, Episode 4x03)
- 2011: CSI: Vegas (CSI: Crime Scene Investigation, Fernsehserie, Episode 11x16)
- 2011: The Morning After (Fernsehserie, 8 Episoden)
- 2011: Criminal Intent – Verbrechen im Visier (Criminal Intent, Fernsehserie, Episode 10x06)
- 2011: Royal Pains (Fernsehserie, Episode 3x06)
- 2011, 2016: Bones – Die Knochenjägerin (Bones, Fernsehserie, 2 Episoden)
- 2012: Touch (Fernsehserie, Episode 1x06)
- 2012: Best Friends Forever (Fernsehserie, Episode 1x06)
- 2012: Parenthood (Fernsehserie, Episode 4x05)
- 2013: Hollywood Heights (Fernsehserie, Episode 1x03)
- 2013: American Horror Story (Fernsehserie, Episode 2x13)
- 2013: Grimm (Fernsehserie, Episode 2x16)
- 2013: SCC Comedy (Miniserie, Episode 1x01)
- 2013: 88 Jade Way (Miniserie, 6 Episoden)
- 2014: Garfunkel and Oates (Fernsehserie, Episode 1x01)
- 2014: Castle (Fernsehserie, Episode 7x03)
- 2014: Alpha Chow (Kurzfilm)
- 2015: Newsreaders (Fernsehserie, Episode 2x14)
- 2015: Impastor (Fernsehserie, Episode 1x05)
- 2016: Armstrong
- 2016: 2 Broke Girls (Fernsehserie, Episode 5x18)
- 2016: (Dean)
- 2017: MacGyver (Fernsehserie, Episode 1x18)
- 2017: Lucifer (Fernsehserie, Episode 3x02)
- 2017: Criminal Minds (Fernsehserie, Episode 13x06)
- 2018: Game Night
- 2018: Unsolved (Fernsehserie, 4 Episoden)
- 2018–2020: Dirty John (Fernsehserie, 2 Episoden)
- 2019: God Friended Me (Fernsehserie, Episode 1x12)
- 2019: Yesterday
- 2019: Drunk History (Fernsehserie, Episode 6x10)
- 2019: Shameless (Fernsehserie, Episode 10x01)
- 2020: Insecure (Fernsehserie, Episode 4x07)
- 2023: Renfield